# 二人だけの虹
『二人だけの虹』（ふたり-にじ）は、東海テレビ制作のフジテレビ系列で、1969年2月3日～3月28日に放送された昼ドラマである。

## キャスト
- 左幸子
- 三上真一郎

## スタッフ
- 演出：伊藤敬
- 脚本：寺島アキ子